# Anmin, Zhejiang
Anmin (kinesiska: 安民, 安民乡) är en socken i Kina. Den ligger i provinsen Zhejiang, i den östra delen av landet, omkring 230 kilometer söder om provinshuvudstaden Hangzhou. Antalet invånare är 1955. Befolkningen består av 922 kvinnor och 1 033 män. Barn under 15 år utgör 16,0 %, vuxna 15-64 år 66 %, och äldre över 65 år 16,0 %.
Genomsnittlig årsnederbörd är 2 326 millimeter. Den regnigaste månaden är juni, med i genomsnitt 461 mm nederbörd, och den torraste är oktober, med 53 mm nederbörd.